# Sigismund Epp (Theologe, 1647)
Sigismund Epp (* 31. Dezember 1647 in Sterzing; † 23. Juli 1720 in Innsbruck) war ein österreichischer Theologe sowie Prokanzler und Rektor in der Gründungszeit der Universität Innsbruck.

## Leben
Sigismund Epps Eltern Konrad und Susanna Epp stammten aus Eichstätt bzw. Dillingen, sein Vater war Zolleinnehmer im Dienst der Augsburger Bischöfe in Lurx bei Sterzing. Sigismund studierte Theologie an der Universität Dillingen und wurde 1675 zum Doktor der Theologie promoviert. 1668 erhielt er die niederen Weihen, am 1. April 1673 wurde er in Augsburg zum Priester geweiht.
1675 erhielt er die Professur für Kontroverstheologie an der wenige Jahre zuvor gegründeten Universität Innsbruck, 1681 wechselte er auf die Lehrkanzel für die Heilige Schrift.
Am 18. November 1680 ernannte der Brixner Bischof Paulinus Mayr Epp zum Prokanzler an der Universität Innsbruck. Als ständiger Vertreter des Bischofs sollte er die Rechte der Kirche innerhalb der Universität wahrnehmen und die Gottesdienste der Universität feiern, was als Beginn der institutionalisierten Hochschulseelsorge gilt. Als Prokanzler war Epp eine wichtige Persönlichkeit in der Gründungsphase der Universität und musste für den Ausgleich zwischen dem Brixner Bischof, den Jesuiten und weltlichen Stellen sorgen. 1688 konnte mit seiner maßgeblichen Beteiligung ein Abkommen zwischen der Universität und Bischof Johann Franz Khuen von Belasi geschlossen werden, das eine Einigung in wesentlichen Streitfragen erzielte.
Zwölf Mal wurde Epp zum Dekan der Theologischen Fakultät und 1692, 1696 und 1702 zum Rektor der Universität Innsbruck gewählt. 1703 trat er vom Lehramt und vom Amt des Prokanzlers zurück.
Von Fürstbischof Mayr wurde Epp 1678 zum vierten Landschaftlichen Kaplan an der Mariahilfkirche bestellt, die bis 1720 auch als Universitätskirche diente. 1680 wurde er vom Bischof zum Geistlichen Rat, 1681 von Papst Innozenz XI. zum Apostolischen Protonotar ernannt, 1713 wurde er zum Erzdekan mit großen Vollmachten bestellt.
Zusammen mit seinem Bruder Maximilian stiftete er 1696 ein zusätzliches Benefizium an der Mariahilfkirche, das mit 7000 Gulden ausgestattet war und 1710 um ein weiteres Benefizium mit 6000 Gulden ergänzt wurde.
1988 wurde der hinter der Mariahilfkirche verlaufende Kindergartenweg in Dr.-Sigismund-Epp-Weg umbenannt.